# International Superstar Soccer
International Superstar Soccer (実況ワールドサッカーパーフェクトイレブン Jikkyō Wārudo Sakkā Pāfekuto Irebun, Live World Soccer Perfect Eleven in Giappone), spesso abbreviato in ISS, è un videogioco calcistico sviluppato da KCEO e pubblicato da Konami nell'anno 1994 in Giappone e nel 1995 negli Stati Uniti ed in Europa per la console Super Nintendo.

## Modalità di gioco
Sono presenti 6 modalità di gioco differenti. Un sistema di password consente di continuare una partita già iniziata.
Open Game: partita amichevole contro il computer o un altro giocatore con possibilità di scelta dello stadio, del tempo atmosferico, delle tattiche e delle regole (presenza di falli, cartellini gialli e fuorigioco). È possibile anche fare da spettatore per una partita CPU vs CPU. È possibile anche ricolorare a piacimento le divise delle due squadre.
Coppa Internazionale: la modalità Coppa del Mondo a 24 squadre, suddivise in 6 gruppi da 4 squadre ciascuno e susseguente fase ad eliminazione diretta.
World League: una lega con 24 squadre che si affrontano in due turni di andata e ritorno.
Scenario: 9 scenari che ripercorrono spezzoni di partite realmente giocate. La partita inizia a match già in corso in differenti situazioni, e, a seconda della difficoltà, il giocatore deve amministrare una vittoria (nelle partite più facili) o vincere una partita rompendo un pareggio o capovolgendo il risultato (in difficoltà più alte).
Modalità calcio di rigore: la classica serie di 5 calci di rigore a testa per squadra dove in caso di pareggio si procede ad oltranza.
Allenamento: una serie di sfide a differenti livelli di difficoltà in 5 specialità: dribbling, passaggio, tiro difesa, calcio d'angolo.

## Squadre
In International Superstar Soccer sono presenti 26 nazionali, più una squadra segreta. Di seguito sono elencate le squadre nell'ordine con cui compaiono nella schermata di selezione.
- Italia
- Germania
- Corea del Sud
- Camerun
- Nigeria
- Stati Uniti
- Messico
- Colombia
- Brasile
- Argentina
- Russia
- Bulgaria
- Romania
- Svizzera
- Austria
- Belgio
- Irlanda
- Norvegia
- Svezia
- Danimarca
- Francia
- Galles
- Scozia
- Inghilterra
- Spagna
- Paesi Bassi

### Squadre segrete
- World All Star Team